# 斧口智彦
斧口 智彦（おのぐち ともひこ、1982年9月16日 - ）は、神奈川県出身の俳優、タレント。所属劇団はTheatre劇団子、所属事務所はニチエンプロダクション （日テレ学院併設）。
主に舞台やCM、映像などで活動している。

## 出演

### テレビ番組
- 特命リサーチ200X - 再現ドラマ
- 行列のできる法律相談所 - 再現ドラマ
- いつみても波瀾万丈 - 橋下徹弁護士役
- ザ・ワイド - 再現ドラマ
- 爆笑問題のバク天! - 再現ドラマ
- 踊る!さんま御殿!! - 再現ドラマ
- 最終警告!たけしの本当は怖い家庭の医学 - 再現ドラマ
- 午後は○○おもいッきりテレビ - 再現ドラマ
- 人生が変わる1分間の深イイ話 - 再現ドラマ
- 水曜ミステリー9 横山秀夫特別企画 永遠の時効
- NHK大河ドラマ 八重の桜

### CM
- マクドナルド - CM
- 花王、ヘルシア - CM
- 神奈川県青少年の喫煙・飲酒防止CM - CM
- ディズニー - イベントMC
- TRICERATOPS - PV
- 警視庁 - VP

### 舞台
- 『いつかお空のてっぺんで』　- 2004年4月 MFビレッジ （ARTTHEATER かもめ座）
- 『りめいく』　- 2004年9月 出逢い座 （シアターVアカサカ）
- 『愛する者のために歌う唄』　- 2005年2月 Site Seeing party （池袋少劇場）
- 『てふてふ飛んだ。 〜The butterfly flew〜』　- 2005年7月 遊劇舎SO-TO最高DELUXE （笹塚ファクトリー）
- 『日向食堂』　- 2005年10月 劇団アナログ （遊空間 がざびぃ）
- 『ちょっとアウェーなX'mas』　- 2005年12月 日テレ学院 （シアターVアカサカ）
- 『KIKI』　- 2006年3月 Site Seeing party （中野テルプシコール）
- 『(ココロのカタチ)』　- 2006年6月 東京P.R.O （アイピット目白）
- 『神の風にふれた子供達 〜tears of Kibinago〜』　- 2006年7月 遊劇舎SO-TO最高DELUXE （笹塚ファクトリー）
- 『空-SORA-2006』　- 2006年9月 劇団ZAPPA （東京芸術劇場 小ホール1）
- 『笑う女。笑われる男7』　- 2006年10月 ビッグフェイス （両国 シアターX）
- 『昭和家族VS平成家族』　- 2007年1月 日テレ学院 （北沢タウンホール）
- 『風-ふう-』　- 2007年4月 劇団ZAPPA （吉祥寺シアター）
- 『風-ふう-2』　- 2007年10月 劇団ZAPPA （東京芸術劇場 小ホール1）
- 『Juliet』　- 2007年12月 Air studio （銀座 Air studio）
- 『君に、桜の花の祝福を』　- 2008年7月 劇団命 〜みこと〜 （江古田ストアハウス）
- 『花 hana』　- 2008年9月 劇団ZAPPA （東京芸術劇場 小ホール1）
- 『花散る海 〜途中の人 partII〜』　- 2008年11月 劇団花鳥風月 （東京芸術劇場 小ホール2）
- 『猿 mashira 2009』　- 2009年4月 劇団ZAPPA （東京芸術劇場 小ホール1）
- 『花 hana 2009』　- 2009年10月 劇団ZAPPA （SPACE107）
- 『泥の中にある光』　- 2010年2月 清水康栄プロジェクト （劇場HOPE）
- 『鬼 ONI』　- 2010年4月 劇団ZAPPA （東京芸術劇場 小ホール1）
- 『FUKENZEN』　- 2010年11月 ツイゲキ （中目黒ウッディシアター）
- 『君に、輝く光の温もりを』　- 2011年7月 劇団命 〜みこと〜 （日暮里 d-倉庫）
- 『ガチゲキ!! 〜シェイクスピアでガチバトル〜』　- 2011年9月 だるめしあん企画 （王子小劇場）
- 『MAJIME』　- 2011年11月 ツイゲキ （新宿シアターブラッツ）
- 『ママの恋人』　- 2012年4月 ミュージカル座 （中目黒ウッディシアター）
- 『君に、永遠に変わらぬ微笑みを』 - 2012年6月 劇団命 〜みこと〜 （日暮里 d-倉庫）
- 『咲　emi』　- 2012年9月 劇団ZAPPA （SPACE107）
- 『カメコが笑った日 / トキタ荘の冬』　- 2013年2月 南塾 （北池袋 新生館シアター）
- 『風 -ふう-』　- 2013年9月 劇団ZAPPA （東京芸術劇場 シアターイースト）
- 『空 -SORA-』　- 2014年8月 劇団ZAPPA （東京芸術劇場 シアターウエスト）
- 『東京のオトコ』　- 2015年2月 南塾 （pit 北/区域）
- 『龍 -RYU-』　- 2015年9月 劇団ZAPPA （シアターグリーン BIG TREE THEATER）
- 『君に、瞬く星の導きを』　- 2016年2月 劇団命 〜みこと〜 （日暮里 d-倉庫）
- 『トラブルショー』　- 2017年2月 ミュージカル座 （IMAホール）
- 『勇者セイヤンの物語 (真)』　- 2017年7月 演劇ユニット爆走おとな小学生 （CBGKシブゲキ!!）
- 『ジェットコースターが終われば』　- 2017年11月 Theatre劇団子 （シアター風姿花伝）
- 『どのツラ下げて』　- 2018年7月 Theatre劇団子 （シアター風姿花伝）
- 『バカの唄』　- 2018年8月 ニコラシカ （曙橋 studio ZAP!）
- 『コメディエンヌ No.1』　- 2018年11月 サンダイステージ企画 (シアターグリーン BIG TREE THEATER)
- 『CRIMINAL』　- 2019年1月 演劇ユニット爆走おとな小学生 (新宿村LIVE)
- 『人騒がせなコスモ』2019年12月 Theatre劇団子 (シアター風姿花伝)
- 『111』2020年1月 三ツ目鳥 (jagaimo劇場)
- 『ピンスポット』2020年2月 NO day but today in act (アトリエファンファーレ東池袋) ※ 出演、脚色
- 『哭いた紅鬼』2020年4月 和楽劇 (川崎市アートセンター アルテリオ小劇場)